# Nuoto ai Giochi della XXXI Olimpiade - Staffetta 4x100 metri misti femminile
La gara dei 4x100 metri misti femminile dei Giochi della XXXI Olimpiade si è svolta il 12 e il 13 agosto 2016.

## Record
Prima della competizione i record mondiale e olimpico erano i seguenti:
| Record mondiale | 3:52.05 | Stati Uniti Missy Franklin (58.50) Rebecca Soni (1:04.82) Dana Vollmer (55.48) Allison Schmitt (53.25) | 4 agosto 2012 Londra, Regno Unito |
| Record olimpico | 3:52.05 | Stati Uniti Missy Franklin (58.50) Rebecca Soni (1:04.82) Dana Vollmer (55.48) Allison Schmitt (53.25) | 4 agosto 2012 Londra, Regno Unito |

## Risultati

### Batterie
| Posizione | Batteria | Corsia | Nazione       | Nuotatrici                                                                                                  | Tempo   | Note |
| --------- | -------- | ------ | ------------- | --- | ------- | ---- |
| 1         | 2        | 5      | Stati Uniti   | Olivia Smoliga (59.57) Katie Meili (1:04.93) Kelsi Worrell (56.47) Abbey Weitzeil (53.70)                   | 3:54.67 | Q    |
| 2         | 1        | 3      | Canada        | Kylie Masse (58.66) Rachel Nicol (1:06.97) Noemie Thomas (57.66) Taylor Ruck (53.51)                        | 3:56.80 | Q,   |
| 3         | 1        | 5      | Danimarca     | Mie Nielsen (59.48) Rikke Møller Pedersen (1:06.88) Jeanette Ottesen (57.38) Pernille Blume (53.24)         | 3:56.98 | Q    |
| 4         | 1        | 2      | Russia        | Anastasija Zueva (1:00.16) Julija Efimova (1:05.78) Svetlana Čimrova (57.65) Veronika Popova (53.85)        | 3:57.44 | Q    |
| 5         | 2        | 3      | Australia     | Madison Wilson (59.38) Taylor McKeown (1:07.48) Madeline Groves (57.87) Brittany Elmslie (53.07)            | 3:57.80 | Q    |
| 6         | 2        | 4      | Cina          | Fu Yuanhui (59.20) Zhang Xinyu (1:07.86) Lu Ying (57.45) Shen Duo (53.72)                                   | 3:58.23 | Q    |
| 7         | 2        | 2      | Italia        | Carlotta Zofkova (1:01.42) Arianna Castiglioni (1:06.33) Ilaria Bianchi (57.76) Federica Pellegrini (53.58) | 3:59.09 | Q    |
| 8         | 2        | 6      | Gran Bretagna | Georgia Davies (59.35) Chloe Tutton (1:07.25) Siobhan-Marie O'Connor (57.61) Georgia Coates (55.13)         | 3:59.34 | Q    |
| 9         | 1        | 4      | Svezia        | Michelle Coleman (1:01.13) Jennie Johansson (1:06.62) Sarah Sjöström (56.70) Louise Hansson (55.00)         | 3:59.45 |      |
| 10        | 1        | 6      | Giappone      | Natsumi Sakai (1:01.57) Satomi Suzuki (1:07.40) Rikako Ikee (56.73) Miki Uchida (54.12)                     | 3:59.82 |      |
| 11        | 1        | 7      | Finlandia     | Mimosa Jallow (1:01.03) Jenna Laukkanen (1:06.49) Emilia Pikkarainen (59.02) Hanna-Maria Seppälä (55.07)    | 4:01.61 |      |
| 12        | 2        | 7      | Germania      | Jenny Mensing (1:01.27) Vanessa Grimberg (1:07.99) Alexandra Wenk (58.55) Annika Bruhn (54.38)              | 4:02.19 |      |
| 13        | 1        | 1      | Brasile       | Natalia de Luccas (1:01.93) Jhennifer Conceição (1:08.23) Daynara de Paula (58.18) Larissa Oliveira (54.49) | 4:02.83 |      |
| 14        | 1        | 8      | Hong Kong     | Stephanie Au (1:01.55) Yvette Man-Yi Kong (1:08.39) Hang Yu Sze (59.54) Camille Cheng (54.37)               | 4:03.85 |      |
| 15        | 2        | 1      | Francia       | Béryl Gastaldello (1:00.60) Fanny Deberghes (1:08.83) Marie Wattel Charlotte Bonnet                         | DSQ     |      |
| 16        | 2        | 8      | Rep. Ceca     | Simona Baumrtová (1:01.27) Martina Moravčíková Lucie Svěcená Barbora Seemanová                              | DSQ     |      |

### Finale
| Posizione | Corsia | Nazione       | Nuotatrici                                                                                                  | Tempo   | Note             |
| --------- | ------ | ------------- | --- | ------- | ---------------- |
| Oro       | 4      | Stati Uniti   | Kathleen Baker (59.00) Lilly King (1:05.70) Dana Vollmer (56.00) Simone Manuel (52.43)                      | 3:53.13 |                  |
| Argento   | 2      | Australia     | Emily Seebohm (58.83) Taylor McKeown (1:07.05) Emma McKeon (56.95) Cate Campbell (52.17)                    | 3:55.00 |                  |
| Bronzo    | 3      | Danimarca     | Mie Nielsen (58.75) Rikke Møller Pedersen (1:06.62) Jeanette Ottesen (56.43) Pernille Blume (53.21)         | 3:55.01 |                  |
| 4         | 2      | Cina          | Fu Yuanhui (59.53) Shi Jinglin (1:06.00) Lu Ying (56.49) Zhu Menghui (53.16)                                | 3:55.18 |                  |
| 5         | 5      | Canada        | Kylie Masse (58.77) Rachel Nicol (1:06.81) Penny Oleksiak (56.75) Chantal van Landeghem (53.16)             | 3:55.49 |                  |
| 6         | 6      | Russia        | Anastasija Zueva (59.49) Julija Efimova (1:04.98) Svetlana Čimrova (57.54) Veronika Popova (53.65)          | 3:55.66 |                  |
| 7         | 8      | Gran Bretagna | Georgia Davies (59.43) Chloe Tutton (1:06.43) Siobhan-Marie O'Connor (57.47) Francesca Halsall (53.63)      | 3:56.96 | Record nazionale |
| 8         | 1      | Italia        | Carlotta Zofkova (1:01.29) Arianna Castiglioni (1:06.65) Ilaria Bianchi (58.21) Federica Pellegrini (53.35) | 3:59.50 |                  |